# HMS Cornwall (56)
El HMS Cornwall (56) fue un crucero pesado de la clase County de la Armada Británica, fue hundido por bombarderos japoneses durante la incursión del Océano Índico.

## Construcción
Fue construido en los astilleros Devonport en Plymouth, Reino Unido), colocándose la quilla el 9 de octubre de 1924, y siendo botado el 11 de marzo de 1926, entrando en activo el 8 de mayo de 1928. El 5 de abril de 1942.

## Historial
Desde 1928 hasta 1936, el Cornwall estuvo asignado a la División de China, con bases en Singapur y Hong Kong. Luego regresó al Reino Unido, donde fue reasignado al 2º Escuadrón de Cruceros en 1938. En 1939 regresó a los mares de China, bajo el 5º Escuadrón de Cruceros.
En septiembre de 1939, al comenzar la II Guerra Mundial, el crucero fue enviado al Océano Índico, como miembro de la recién creada Fuerza I, estacionada en Ceilán. El 5 de octubre participó en la cacería del acorazado de bolsillo Admiral Graf Spee.
En agosto de 1940 fue enviado al Atlántico Sur a proteger convoyes desde Freetown. En septiembre de ese mismo año, una fuerza de tres destructores y tres cruceros ligeros de la Francia de Vichy fueron enviados a Libreville para restablecer la autoridad francesa en las colonias africanas. El crucero ligero Primauguet fue enviado primero junto con el petrolero Tarn para solventar los problemas de escasez de combustible, pero fueron interceptados por el Cornwall y el HMS Delhi, y escoltados hasta Casablanca.
En mayo de 1941, cerca de las Seychelles, el Cornwall se encontró con el Pinguin (HSK 5), un buque mercante alemán reconvertido en corsario . El Pinguin en un desigual combate fue hundido, muriendo 332 alemanes junto con 200 prisioneros tomados de 32 buques mercantes hundidos previamente. El Cornwall solamente rescató a 60 alemanes y 22 prisioneros.

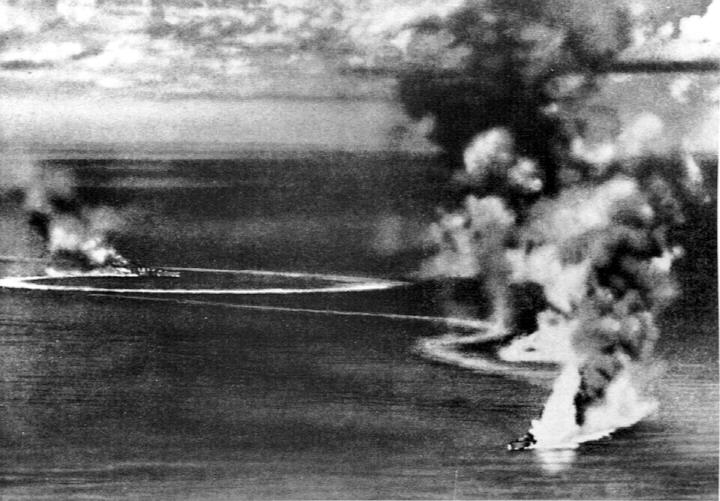
Fotografía tomada por los japoneses del HMS Cornwall y el HMS Dorsetshire bajo ataque el 5 de abril de 1942.

Entre enero y marzo de 1942, el Cornwall estuvo realizando operaciones de convoy entre el estrecho de la Sonda y Ceilán. El 29 de marzo, el Comandante en Jefe de la Flota Oriental, el Almirante James Somerville, fue notificado de la presencia de una flota de seis portaaviones japoneses en el océano Índico, y el Cornwall y el Dorsetshire fueron asignados a Colombo. A inicios de abril, la flota enemiga todavía no había sido localizada, y el Cornwall y el Dorsetshire fueron enviados como escolta del portaaviones HMS Hermes desde las Maldivas hasta Trincomalee, Ceilán, para ser reparado.

### Hundimiento

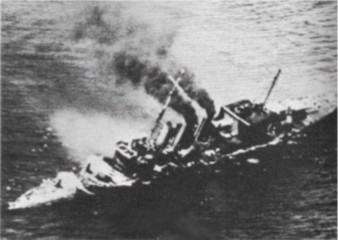
El HMS Cornwall arde y se hunde tras ser atacado.

El 4 de abril, los dos cruceros fueron avistados por un avión enemigo en Trincomalee, y estos emprendieron la huida hacia el atolón de Addu durante la noche. No obstante, los dos cruceros fueron nuevamente localizados el 5 de abril a unos 370 km al suroeste de Ceilán, y bombarderos en picado japoneses partieron de los portaaviones a hundir a los cruceros.
El Cornwall se hundió en sólo nueve minutos, al ser alcanzado por nueve bombas de 125 y 225 kg. La sala de máquinas quedó inoperativa en minutos, y por tanto las bombas de agua, por lo que el fuego no pudo ser combatido. El Dorsetshire también fue hundido, y 1.120 hombres de ambas embarcaciones fueron rescatados por el crucero ligero HMS Enterprise y los destructores HMS Paladin y HMS Panther.